# Dybvadbro Station
Dybvadbro Station var en jernbanestation på Danmarks længste privatbane Troldhede-Kolding-Vejen Jernbane (1917-68). Stationen blev anlagt 8 km fra Kolding i et område uden større bebyggelser, og den blev opkaldt efter en bro over Almind Å. Fra stationen udgik tre postruter til Ågård, Vester Nebel og Rådvad.
Stationsbygningen blev tegnet af arkitekt Robert V. Schmidt og opført i 1916 af murermester Anton Jeppesen fra Taulov.
Stationen havde et 142 m langt læssespor med sporskifte i begge ender og siderampe. Det lange sidespor blev ofte brugt til togkrydsninger. Stationen havde en usædvanligt høj signalmast på 20 m for at den kunne ses nede fra Bramdrupdam Trinbræt. Stationen fik først elektricitet i 1940, så indtil da måtte der hænges petroleumslamper op i masten og ved sporskifterne.

## Nedlæggelsen
Stationens drift blev varetaget af ekspeditricer. Da den sidste sagde op to måneder før banens lukning 31. marts 1968, måtte stationen nedrykkes til trinbræt allerede 1. februar.
Stationsbygningen er bevaret på Egtvedvej 132. Den blev efter nedlæggelsen købt af Vejle Amt og senere overtaget af Naturstyrelsen. Kolding Kommune købte bygningerne i 2014 for at oprette et naturcenter. Varehuset bruges til en udstilling om Troldhedebanen. Den høje signalmast blev fjernet i 1961, men fundamentet kan stadig ses.
Troldhedestien, der følger banetracéet på 10 km mellem Kolding og Ferup, passerer stationen.

## Galleri
- Døren til venteværelset
- Lavt målebordsblad over Dybvadbro (1901-1971)
- Stationskort
- Varehuset med udstilling